# Zabalza (concejo)
Zabalza (Zabaltza en euskera) es una localidad española y un concejo de la Comunidad Foral de Navarra perteneciente al municipio de Zabalza. Está situado en la Merindad de Pamplona, en la Cuenca de Pamplona. Su población en 2022 fue de 65 habitantes (INE).

## Situación geográfica
El pueblo de Zabalza está localizado a la izquierda del río Arga. El término concejil limita al norte con Otazu (Echauri), al este con el río Arga, al sur con el concejo de Ubani y al oeste con el concejo de Arraiza.

## Iglesia de la Asunción
Zabalza cuenta con una iglesia dedicada a la Asunción de la Virgen María. Fue construida a principios del siglo XIII y cuenta con algunos añadidos del siglo XVI.

## Fiestas patronales
Las fiestas patronales de Zabalza se celebran el 15 de agosto por la Asunción de María.